# Ingeniería oceanográfica

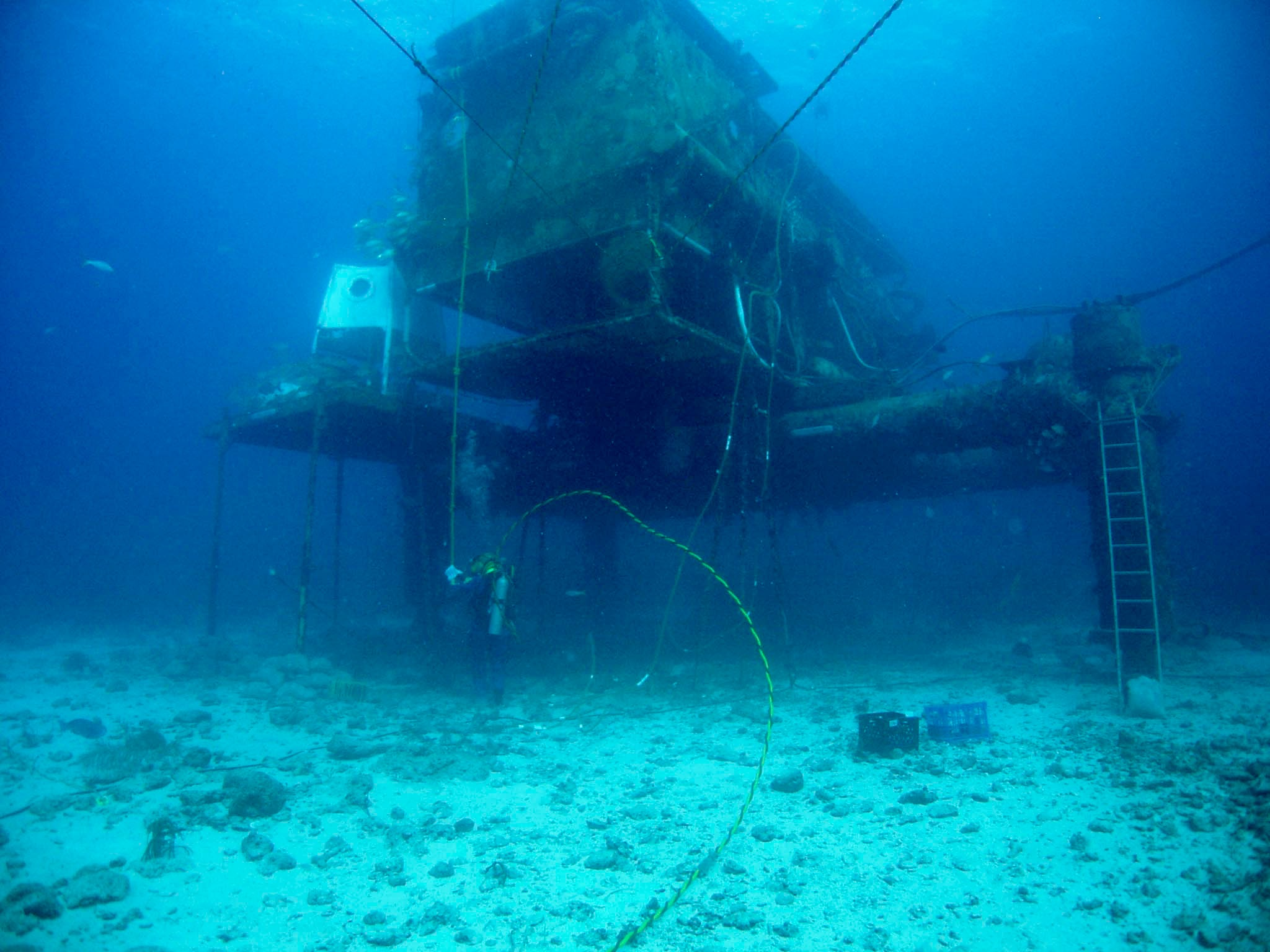
Coinciden

Ingeniería oceanográfica es  la rama de la ingeniería que combina el conocimiento de la química, la biología, la geología y la física del océano con la ingeniería, con el objetivo de lograr un desarrollo sostenible de la franja tierra-océano, teniendo en cuenta sus dimensiones ecológicas, sociales, económicas y tecnológicas. 
Congrega el conocimiento de la dinámica marina, su interacción con las obras y estructuras y el medio terrestre, y los métodos de proyecto y construcción de obras portuarias, estructuras en mar abierto, de protección y estabilización de costas. 
El programa tiene como objetivo que el profesional planifique, diseñe, implemente y gestione las infraestructuras costeras, mediante el entendimiento de los principales aspectos físicos del entorno natural, de tal manera que se propicie el desarrollo económico y la inversión turística, pero coexistiendo con los usos tradicionales del suelo y la dinámica de los ecosistemas oceanográficos y costeros.